# Thule (mytologi)

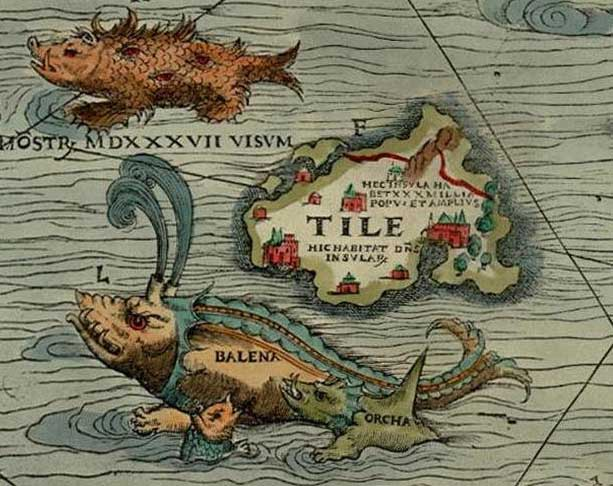
Thule med "ett monster sett 1537", en val och en späckhuggare (Olaus Magnus, detalj av Carta marina, 1539).

Thule och Ultima Thule, "yttersta Thule", är ett begrepp inom grekisk och romersk mytologi som används för att beteckna ett landområde längst i norr eller väst. Idag antas det ha åsyftat Island eller den Skandinaviska halvön, men många alternativa tolkningar har förekommit under historien.
Begreppet användes första gången av den grekiske geografen och utforskaren Pytheas från Massalia (Marseille) som anordnade en expedition på 320-talet f.Kr. till Britannien och förmodligen seglade han runt och besökte Orkneyöarna och Shetlandsöarna.
Möjligen nådde han även Skandinavien på denna resa, vars syfte var att utröna var tenn (England) och bärnsten (Skandinavien) kom ifrån. Skandinavien har ofta ansetts vara den region Pytheas åsyftat med begreppet Thule. Efter resan skrev han i verket Om oceanen att Thule låg sex dagsresor norr om Britannien vid ishavet och att natten endast varade 2-3 timmar under sommaren. Han fick höra att norr om Thule är havet fruset och att solen inte går ned alls på sommaren.
I sitt verk Georgica använder Vergilius begreppet i överförd bemärkelse för att visa hur långt kejsar Augustus makt sträckte sig. Ptolemaios ansåg att Ultima Thule låg vid den bebodda världens allra nordligaste gräns.
Handlingen i Johann Wolfgang von Goethes litterära ballad "Konungen i Thule" är förlagd till Thule. Balladen förekommer även i Goethes drama Faust.
Historikern Alf Henrikson har författat en roman titulerad Pytheas resa till Thule som är en blandning av historiska fakta och vilda fantasier.
Karl Marx använder begreppet "ultima Thule" i sitt verk Kapitalet (1867, verkets tyska originaltitel "Das Kapital"), bok I, med överförd betydelse, som en yttersta gräns för hur mycket mindre än ett dygn en arbetsdag kan vara. "Men vad är en arbetsdag? I varje fall mindre än ett dygn. Hur mycket mindre? Kapitalisten har sin egen åsikt om denna ultima Thule för arbetsdagen."